# معركة الدكيم
معركة الدكيم وقعت في 3 يوليو 1915 في منطقة لحج اليمنية، وانتصرت فيها القوات اليمنية-التركية على قوات سلطان سلطنة لحج علي بن أحمد، الموالية للإنجليز، ودخلت لحج، وانسحب منها سلطانها علي بن أحمد العبدلي إلى عدن، وهناك اغتيل رمياً بالرصاص.
والدكيم: بطن يسكن الحرقات إحدى قرى لحج بجنوبي اليمن 

## الحصار
في بداية يونيو 1915 ضعفت الحامية في عدن، نتيجة لإرسال بعض القوات البريطانية إلى جزيرتي كمران وفرسان وغيرهما من جزر البحر الأحمر، فاستغل العثمانيون ذلك وأرسلوا من شمال اليمن قوة قوامها 2000 جندي تركي و4000 جندي يمني، وفرقة مشتركة قوامها 3000 جندي عربي من الصبيحة (تعز) ويافع والحواشب، وأنزلوا معهم عشرة مدافع. وعبرت حدود المناطق النائية في عدن وتقدمت نحو لحج. فطلب سلطان لحج من القيادة البريطانية في عدن المساعدة، قائلا أن العثمانيين قدموا إلى ماوية لمهاجمتهم. فتشكلت في المدينة مما توفر من الجنود وحدة صغيرة سميت بـ «طابور عدن المتحرك» باتجاه لحج. واثناء ذلك احتل الأتراك الشيخ سعيد مرة أخرى.
وفي 13 يونيو قصف العثمانيون بريم وهاجموها في اليوم التالي. ولكن القوة الهندية المرابطة في الجزيرة صمدت أمام الهجوم، وألحقت بهم بعض الخسائر. بعد النجاح في بريم رأى العميد شو أنه من الضروري إرسال فرقة الجمال في عدن إلى لحج لمساعدة السلطان العبدلي الذي قضى الأتراك على قوته قضاءً شبه كامل. فوصلت تلك القوات إلى نوبة دكيم، فاكتشفت قوة عثمانية قوية خارج لحج، يدعمها عدد كبير من رجال القبائل العربية، فلقيت مالقيت قوات السلطان في لحج، فانسحبت لى لحج. وفي 3 يوليو خرج طابور عدن المتحرك لدعم تلك الفرقة، وعددهم مائتان وخمسون بندقية ومدفعين هاون. وكانت الظروف المناخية صعبة، فالحرارة شديدة، وكان هناك نقص كبير في المياه، والتقدم كان صعباً على الرمال. تأخرت البقية الباقية من الطابور بسبب صعوبات النقل ونقص المياه لدرجة أنه لم يصل لحج على الإطلاق.
وجد البريطانيون في عاصمة السلطان أنفسهم في مواجهة أربع كتائب عثمانية وعشرين مدفعية قدمت من ماوية والحجرية. بالإضافة إلى ذلك احتشد رجال القبائل العربية بالآلاف لمساعدة العثمانيين. كان البريطانيون مدعومين ببضعة مئات من رجال جيش سلطان لحج الأصلي. فهجرهم أتباع المعسكر العربي من مفرزة عدن في أكثر الأوقات حرجًا، وأخذوا معهم كل جمالهم. بدأ القتال مساء الأحد 4 يوليو. قامت القوات العثمانية بعدة هجمات ضد القوة البريطانية، لكن تم صدها جميعا. على الرغم من ثناء العميد شو على جهود المدفعية الملكية بعد المعركة، إلا أن المدفعية العثمانية المتفوقة أشعلت النيران في أجزاء مختلفة من لحج، وكان البريطانيون معرضين لخطر التطويق والعزل من رجال القبائل العربية. وعندما لم يصل طابور عدن الرئيسي بعد، انسحب البريطانيون في 5 يوليو مع إصابة ثلاثة ضباط بجروح، لم تكن الخسارة الرئيسية في الرجال بقدر ما كانت في الهيبة، فقد احتل العثمانيون لحج أما السلطان العبدلي فقد أصابته القوات البريطانية بالخطأ، ونقل إلى عدن حيث مات إثناء إجراء عملية جراحية له.